# IC 4043
IC 4043 ist eine Spiralgalaxie vom Hubble-Typ Sd im Sternbild Jagdhunde am Nordsternhimmel. Sie ist schätzungsweise 210 Millionen Lichtjahre von der Milchstraße entfernt.
Das Objekt wurde am 21. März 1903 von Max Wolf entdeckt.